# Disney van A tot Z

## A
Abigail Giebel -
Adelaide 'Madame' Bonfamille -
Al Taliaferro -
Aladdin -
Alice -
Amelia Giebel -
Andy -
Angus McDuck -
Anita -
Annie Prul -
Arend Akelig -
Ariël -

## B
Babbel -
Babetje -
Babette -
Bambi -
Bambi's moeder -
Banzai -
Barstje -
Beest -
Berlioz -
Biljonairsclub -
Blauwe Fee -
Bloat -
Bloempje -
Bloosje -
Bo Peep -
Bobbie -
Booswichtenclub -
Boris Boef -
Botje -
Brutopia -
Bubbles -
Buurman Bolderbast -
Buzz Lightyear -
 Jungle book -

## C
Calisota -
Casey Jr. -
Chicha -
Chief -
Circusdirecteur -
Clarabella Koe -
Cleo -
Cornelis Prul -
Cruella De Vil -

## D
Dagobert Duck -
Dalban -
101 Dalmatiërs -
Danny -
Darkwing Duck -
Dashiell Robert "Dash" Parr -
Deb -
Denahi -
Deurknop -
Diederik Duck -
Dinah -
Dinky -
Doc -
Dodo -
Dombo -
Dommel -
Donald Duck -
Doornroosje -
Doortje Duck -
Dory -
Driekus Duck -
Duchess -
Duckatti -
Duckstad -
Duckwacht -
Dumbella Duck -

## E
Ed -
Edgar -
Edna Mode -
Edward Koldewijn -
twee Eekhoorns -
Elastigirl/Helen Parr -

## F
Fauna -
Feline -
Fergus McDuck -
Figaro -
Fliere Flam -
Flo -
Flora -
Frank -
Frey -
Frozone/Lucius Best -

## G
Geest -
Gehoornde Koning -
Gekke Hoedenmaker -
Geluksdubbeltje -
George Darling -
Gepetto -
Gideon McDuck -
Giegel -
Gijs Gans -
Gill -
Giselle -
Gitta Gans -
Goldie Glittergoud -
Goofy -
Gorgi -
Govert Goudglans -
Grootje -
Grote prins -
Grote Voorvader -
Grumpie -
Gummi Beren -
Gurgle -
Guus Geluk -

## H
Hamm -
Hartenkoning -
Hartenkoningin -
Hen-Wen -
Heraut -
Horace Badun -
Hortensia Duck -

## I
Iago -
Ietse -

## J
Jafar -
Jager -
Jane -
Jantje Fatsoen -
Jantje Lampepit -
Japie Krekel -
Jasmine (Disney) -
Jasper Badun -
Jazz Kat -
Jim -
Jock -
Joe Carioca -
John Rockerduck -
John Smith -
Jonge Woudlopers -
Juultje

## K
de Kapitein -
Kapitein Haak -
Karel Paardepoot -
Katrien Duck -
Keizer -
Keizer Kuzco -
Kenai -
Kleine Frank -
Kleine Frey -
Klopper -
Knabbel -
Knappe Kitty -
Knoest McDuck -
Koda -
Koenraad Prul -
de Koetsier -
Kolderkat -
de Kolonel -
Koning Hugo -
Koning Stefan -
Koningin (Doornroosje) -
Koningin (Sneeuwwitje) -
Koningin Narissa -
Koopman -
Koppelaarster -
de Kraaien -
Kroatische beer -
Kronk -
Kwak -
Kwek -
Kwik -

## L
Lady -
Lafayette -
Lampje -
Lenny -
Lieverd -
Lijst van animatiefilms van Walt Disney Studios -
Lilo -
Lizzy -
Lucky -
Lumière -

## M
Ma McDuck -
Maartse Haas -
Madam Mikmak -
Malafide -
Maleficent (film) -
Mama Uil -
Marie -
Marlin -
Mary Darling -
Mary Poppins -
Mau Heymans -
Maurice -
May -
McDuck -
Mefistola -
Mevrouw Baktaart -
Mevrouw Jumbo -
Mevrouw Theepot -
Mickey Mouse -
Milo -
Minnie Mouse -
Mirage -
Moes -
Mooiweertje -
Morgan -
Mr. Aardappelhoofd -
Mr. Incredible/Bob Parr -
Mufasa -
Mulan -
Mushu -

## N
Nala -
Nancy -
Nanny -
Napoleon -
Nathaniel -
Nemo -
Niezel -
Notaris -

## O
de Olifanten -
Oma Duck -
Oom Heisa -
Oom Waldo -
Opperhoofd -
Otto van Drakenstein -
Oude Berin -
Ouwe Sepp -

## P
Pacha -
Patch -
Peach -
Peg -
Pendule -
Perdita -
Piets -
Pinokkio -
Pluto -
Pocahontas -
Pongo -
Prikkertje -
de Prins -
Prins Edward -
Prins Eric -
Prins Filip -
Prinses Elonie -
Prinses Jasmine -
Puindorp -
Pumbaa -

## R
Radcliffe -
Rafiki -
twee Rammen -
Rex -
Robert -
Roger -
Roger Rabbit -
Roly -
Roquefort -
Rover -
Rudy -
Rutt -

## S
Sam -
Sarabi -
Sarafina -
Scar -
Sebastiaan -
Sergeant -
Sergeant Tibbs -
Shenzi -
Sid -
Simba -
Sir Eider McDuck -
Sitka -
Slinky -
Sluw de Kater -
Sneeuwwitje -
Snuffel -
Stampertje -
Stampertjes moeder -
[[Stitch|Stich]] -
Stoetel -
Stromboli -
Sulfie McMatch -
Syndrome -

## T
Tanana -
Tante Saar -
Taran -
Ted -
Theodoor Prul -
Thomas O'Malley -
Tijgerlelie -
Timmerman -
Timmie Muis -
Timon -
Tinkelbel -
Tokkie Tor -
Tony -
Tony -
Toulouse -
Toverspiegel -
Trampolinespringer -
Trijntje Duck -
Trish -
Triton -
Tug -
Tuke -
Turbo McKwek -
Tweedle-Dee -
Tweedle-Dum -
Tweeling -

## U
Uil -
Ursula -

## V
Vagebond -
Vera McDuck -
Verliefde beer -
Verliefde berin -
Verweggistan -
Violet Parr -
Vixey -

## W
Walrus -
Walvis -
Wendy -
Willie Wortel -
Witte Konijn -
Woerd Snater Duck -
Woody -
Wouter Waterhoen -

## Y
Yzma -

## Z
Zanger -
Zazoe -
Zevenslaper -
Zus -
Zware Jongens -
Zwarte Magica -